# Simon & Schuster
Simon & Schuster és una editorial nord-americana filial de Viacom CBS fundada a Nova York el 1924 per Richard L. Simon i M. Lincoln Schuster. L'any 2016 Simon & Schuster va ser el tercer editor més gran dels Estats Units, publicant uns 2.000 títols anualment amb 35 segells diferents.

## Història
Fundada el 1924 a Nova York per Richard L. Simon i Lincoln Schuster per publicar llibres de mots encreuats, s'ha convertit en una de les deu grans editorials en llengua anglesa.
El 1975, va ser adquirida per Gulf+Western.
El 1994, va passar sota el control de Viacom.
El 1998, les seves filials d'educació i formació professional van ser venudes a Pearson.
Des de l'any 2006, Simon & Schuster, reenfocat en la literatura i el multimèdia per a tots els públics, és propietat de CBS Corporation.
El novembre 2020, Bertelsmann, propietari de Penguin Random House, anuncia un acord per adquirir Simon & Schuster per més de 2.000 milions de dòlars, subjecte a l'acord de les autoritats de competència. La presa de control està bloquejada el novembre de 2022.

## Llista d'autors reconeguts
Simon & Schuster ha publicat una gran quantitat de llibres de diversos autors. Aquesta és una llista representativa d'autors rellevants.
- Andrew Solomon
- Annie Proulx
- Audrey Niffenegger
- Bob Woodward
- Carrie Fisher
- Chapo Trap House
- Cornelius Ryan
- Dan Brown
- David McCullough
- Dick Cheney
- Donald Trump
- Doris Kearns Goodwin
- Doris Lessing
- Ernest Hemingway
- F. Scott Fitzgerald
- Frank McCourt
- Glenn Beck
- Ludwig Bemelmans
- Harold Robbins
- Hendrik Willem van Loon
- Hillary Clinton
- Howard Stern
- Hunter S. Thompson
- Jackie Collins
- James Riley
- Janet Evanovich
- Jimmy Carter
- Jodi Picoult
- John Irving
- Joseph Heller
- Judith Rossner
- Larry McMurtry
- Maddox
- Mark R. Levin
- Mary Higgins Clark
- P. G. Wodehouse
- Peter Hook
- Philippa Gregory
- R. L. Stine
- Sandra Brown
- Shel Silverstein
- Siddhartha Mukherjee
- Stephen E. Ambrose
- Stephen King
- Thomas Berger
- Thomas Wolfe
- Ursula K. Le Guin
- Walter Isaacson
- Zoella